# جويرستشون يابوسيل
جويرستشون يابوسيل (مواليد 17 ديسمبر 1995) هو لاعب كرة سلة فرنسي يلعب في مركز لاعب هجوم قوي الجسم في نادي ريال مدريد.

## روابط خارجية
- جويرستشون يابوسيل على موقع الاتحاد الدولي لكرة السلة (الإنجليزية)
- جويرستشون يابوسيل على موقع إن بي أي (الإنجليزية)
- جويرستشون يابوسيل على موقع سبورتس رفرنس (الإنجليزية)
- جويرستشون يابوسيل على موقع الدوري الإسباني لكرة السلة (الإسبانية)
- جويرستشون يابوسيل على موقع كرة السلة الأوروبية.كوم (الإنجليزية)
- جويرستشون يابوسيل على موقع DraftExpress.com (الإنجليزية)
- جويرستشون يابوسيل على موقع إي إس بي إن.كوم (الإنجليزية)
- جويرستشون يابوسيل على موقع ريلجم (الإنجليزية)
- جويرستشون يابوسيل على موقع بروبوليرز (الإنجليزية)
- جويرستشون يابوسيل على موقع سبورتس رفرنس (الإنجليزية)